# (38821) Linchinghsia
(38821) Linchinghsia ist ein Asteroid des inneren Hauptgürtels, der am 9. September 2000 vom kanadischen Astronomen Hongkonger Herkunft William Kwong Yu Yeung am Desert Beaver Observatorium in der Nähe von Eloy, Arizona (IAU-Code 919) entdeckt wurde.
Der mittlere Durchmesser von (38821) Linchingshia wurde sehr grob mit 2,483 (±0,965) km, die Albedo ebenfalls sehr grob mit 0,261 (±0,129).
Der Asteroid wurde am 19. Februar 2006 nach der taiwanischen Filmschauspielerin Lin Ching Hsia benannt, die auch unter dem Namen Brigitte Lin bekannt ist.